# Partenope Napoli Basket
Partenope je košarkaški klub iz Napulja.

## uspjesi
Kup pobjednika kupova
- Pobjednik: 1970.

Prvenstvo Italije
- Doprvak: 1968.

Kup Italije
- Pobjednik: 1968.
- Finalist: 1969., 1971.

## Prijašnja imena
- Partenope
- Fides